# Dirk Jan van Hameren
Theodorus Johannes Antonius Maria "Dirk Jan" van Hameren (nascido em 14 de julho de 1965) é um ex-ciclista holandês.
Disputou as provas de ciclismo de pista nos Jogos Olímpicos de Barcelona 1992 e Atlanta 1996, obtendo o melhor resultado em 1992 ao terminar em nono na prova de 1 km contrarrelógio por equipes.